# Tobias Smollett
Tobias George Smollett, škotski pisatelj, *  19. marec 1721, West Dunbartonshire, Škotska, Združeno kraljestvo, † 17. september 1771, Livorno, Italija. 
Smollett je bil Škotski romanopisec, znan po svojih pustolovskih romanih kot sta The Adventures of Roderick Random (1748) in Adventures of Peregrine Pickle (1751) in po njegovem pisemskem romanu The Expedition of Humphry Clinker (1771). Ta njegova dela so bila navdih za poznejše znane pisatelje, kot sta bila Charles Dickens in George Orwell. 
Smollet se je rodil v Cardossu - sedanji Bumbartonshire na Škotskem. Izhaja is družine odvetnikov in vojakov. Leta 1727 je začel obiskovati gimnazijo v Dumbartonu. Šolanje je nadaljeval na Univerzi v Glasgowu. Pripravništvo pa je končal pri Williamu Stirlingu in Johnu Gordonu. Študiral je medicino, vendar naj bi sodeč po njegovem prvem romanu (Roderick Random) študiral tudi grščino, matematiko in filozofijo. Leta 1739 je zapustil fakulteto. Brez diplome se je odpravil v London. Delal je kot asistent na oddelku za kirurgijo v kraljevi mornarici. Leta 1741 se je s posadko odpravil v Jamajko. Svoje izkušnje z odprave je opisal v svojem delu Roderick Random. V Jamajki je spoznal bogato dedinjo Anne Lassells, s katero se je poročil. V svojo domovino se je vrnil sam in se zaposlil kot kirurg v Westminstru. Žena se mu je pridružila leta 1747. Kmalu je objavil svoje najbolj znano delo The Tears of Scotland. Leta 1750 je diplomiral, istega leta je odpotoval v Pariz v iskanju navdiha za svoje delo The Adventures of Peregrine Pickle. Leta 1752 je napisal esej: An Essay on the External Use of Water, v katerem je napadel zelo znan angleški zdravstveni center. Esej mu je doprinesel malo dohodka in precej sovražnikov. Njegova nadaljnja dela so se slabo prodajala, požel je bore malo uspeha. Nato je obiskal Škotsko po skoraj petnajstih letih, mati naj bi ga prepoznala po njegovem nasmehu. 
Ob vrnitvi se je odločil prevesti Cervantesovega Don Kihota iz španščine v angleščino. Njegov prevod je bil objavljen leta 1755. Smollet je imel že takrat težave s tuberkulozo, vendar ga to ni ustavilo, postal je urednik časnika The Critical Review leta 1756. V teh letih se je lotil obsežnega projekta, in sicer je pisal obsežno delo Complete History of England, ki je poželo tudi finančni uspeh. Dve leti kasneje je postal urednik časnika The Briton, poleg tega pa je pripravljal prevode določenih del Voltaira. Kljub poskusu zaposlitve v Madridu ali Mareillesu mu zaradi zdravstvenih težav to ni uspelo. Napočil je težak trenutek v njegovem življenju, ko mu je umrla 15-letna hčerka, kmalu za tem sta se z ženo preselila v Francijo. Leta 1766 je objavil Travels through France and Italy. Tistega leta se je vrnil v Anglijo, obiskal Škotsko in se vrnil nazaj v Nico, kjer je začel pisati svoje najbolj znano delo The Expedition of Humphry Clinker, pisemski roman, ki opisuje potovanje družine po Angliji. Leta 1768 se je njegovo zdravstveno stanje poslabšalo, upokojil se je in se preselil v Italijo. Leta 1771 je umrl v Livornu v Italiji.